# Dirttrack

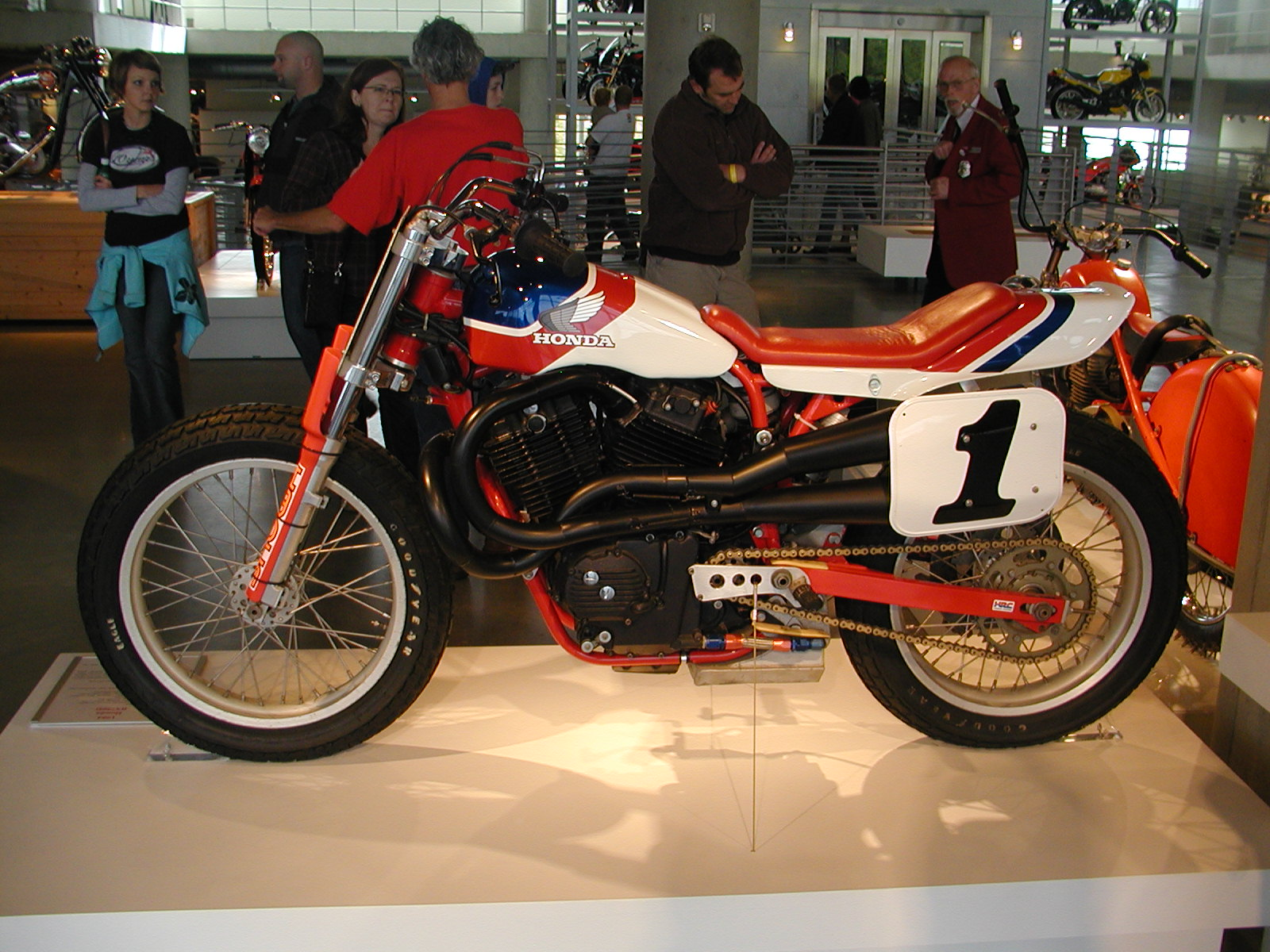
Dirttrack wordt gedomindeerd door Harley-Davidson, maar in de jaren tachtig nam Honda ook deel, zoals met deze RS 750 D uit 1984 die werd bereden door Bubba Shobert

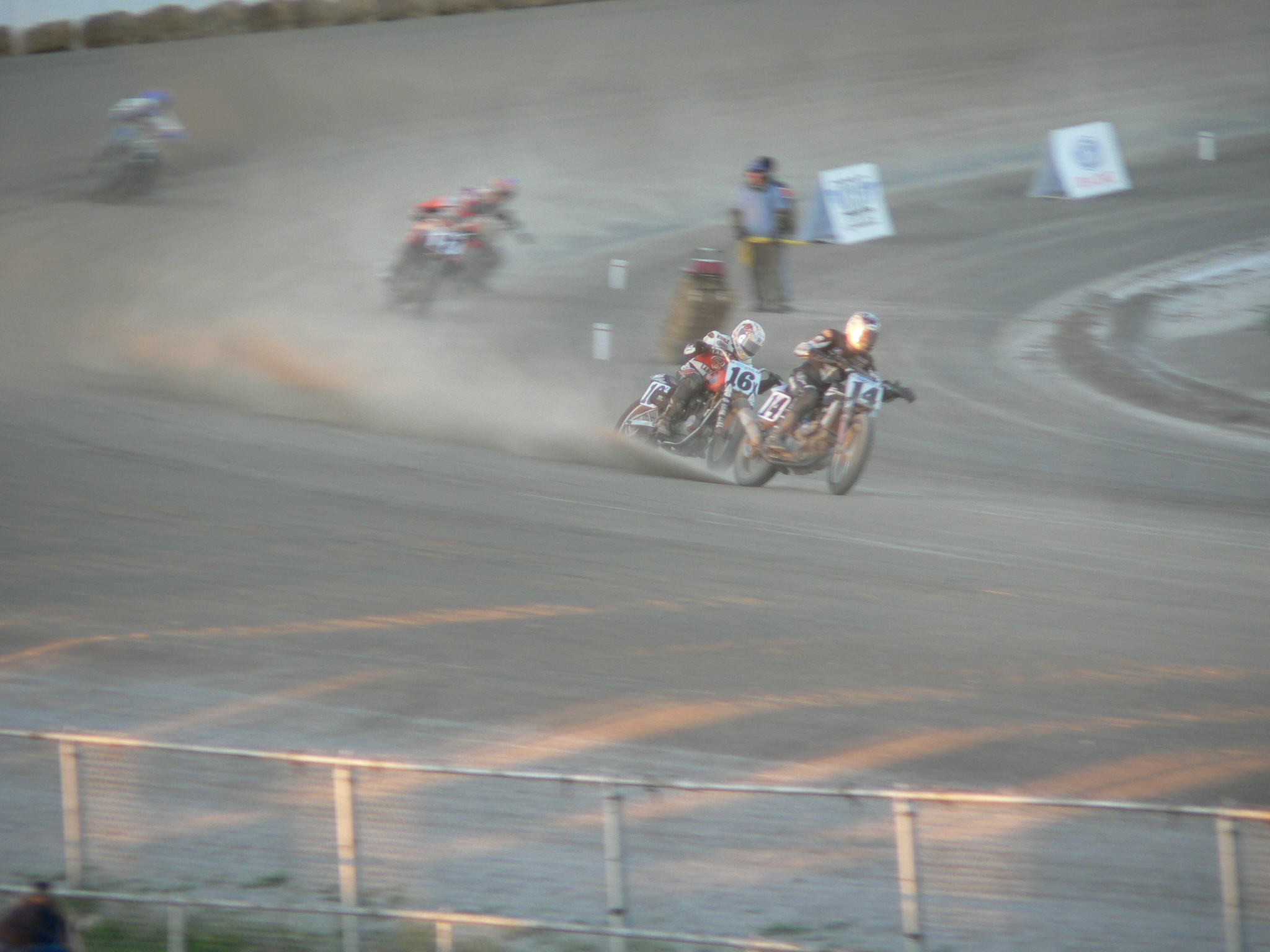
Flattrack

Dirttrack racing is een motorsport en baansport die voornamelijk in de Verenigde Staten populair is. 
Er wordt bij voorkeur gereden op ovale kleicircuits van een halve of een hele mijl lengte. De meeste rijders gebruiken een Harley-Davidson XR 750. Dirttrack lijkt op Speedway en wordt in Amerika ook wel flattrack genoemd.

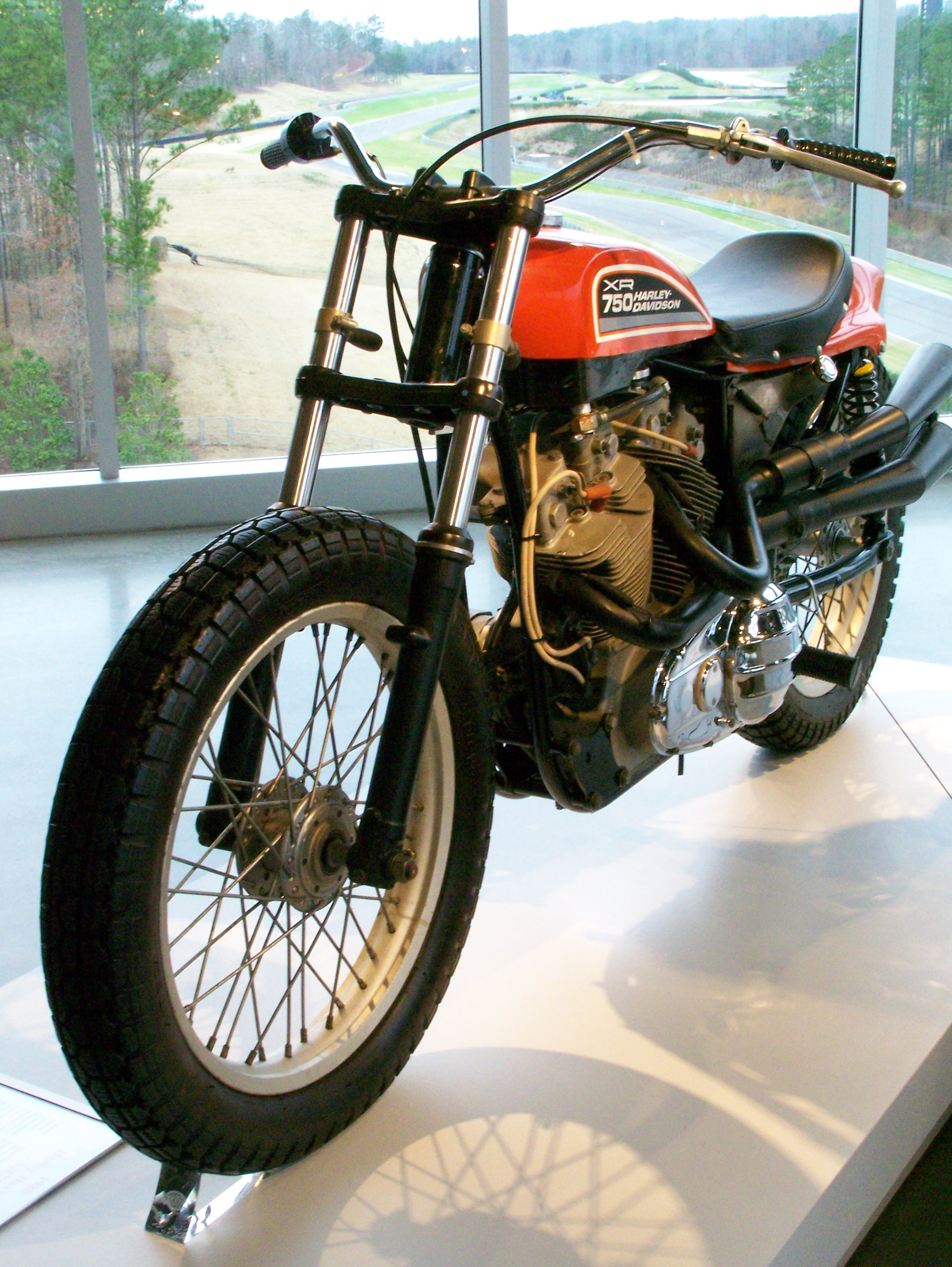
De Harley-Davidson XR 750 is de bekendste Dirtrack-motor. Dit is een exemplaar uit 1980

Dirttrack · Grasbaanrace · IJsrace · Speedway